# Astylosternus nganhanus
Espèce
Statut de conservation UICN

 CR B1ab(iii)+2ab(iii) : 
En danger critique
Astylosternus nganhanus est une espèce d'amphibiens de la famille des Arthroleptidae.

## Répartition
Cette espèce est endémique de l'Ouest du Cameroun. Elle se rencontre de 1 400 à 1 700 m d'altitude sur le mont Nganha.

## Publication originale
- Amiet, 1978 : Les Astylosternus du Cameroun (Amphibia, Anura, Astylosterninae). Annales de la Faculté des Sciences du Cameroun, vol. 23/24, p. 99-227.